# Cuarto tratado gramatical
Cuarto tratado gramatical (islandés: Fjórða málfræðiritgerðin) es el nombre por el que se conoce el cuarto ensayo sobre la gramática del nórdico antiguo, de autoría anónima. Se escribió hacia el siglo XIV, posiblemente en el monasterio de Þingeyrar o el monasterio de Munkaþverá. Es una adaptación de la obra Doctrinale de Alexandre de Villedieu y Grœcismus de Eberhard de Béthune, entrelazado con un comentario aprendido sobre ejemplos escáldicos de origen religioso. El cuarto tratado solo se conserva en Ormsbók, AM 242 fol., también conocido como Codex Wormianus. La obra se considera una continuación del tercer tratado gramatical (que se cita expresamente, así como a su autor Óláfr Þórðarson) pero añade nuevas formas retóricas, nuevas deficiones e ilustrado con ejemplos escáldicos y finaliza con comentarios adicionales.